# 近鉄8A系電車
近鉄8A系電車（きんてつ8Aけいでんしゃ）は、近畿日本鉄道（近鉄）の一般車両（通勤形電車）である。2024年（令和6年）より奈良線・京都線系統用に4両編成で投入されている。
本項では、いずれも8A系と共通設計の一般車両で2026年（令和8年）以降、大阪線・名古屋線系統用に投入予定の1A系電車・1B系電車、南大阪線系統用に投入予定の6A系電車についてもあわせて記述する。

## 概要
近鉄では一般車両1400両余りのうち、昭和40年代（1965年 - 1974年）に製造された車両が2022年4月時点で459両あり、老朽化に伴う代替更新が必要な状況となっていた。そのため、新造から55年を超えた高経年の車両から必要分を置き換えることが計画され、2024年秋に4両×10編成の新型一般車両を導入することが2022年5月17日に発表された。
2024年5月10日には、同年10月に奈良線・京都線・橿原線・天理線で運行を開始し、年度内に4両×12編成を導入する予定であることが発表された。また、2025年度は奈良線・京都線・橿原線・天理線で4両編成×9本と、大阪線で4両編成×2本、名古屋線で4両編成×3本を導入する計画としている。南大阪線では同年度中に4両編成×3本を導入する計画としていたが、2025年6月12日の発表で2026年度の導入へ変更された。
一般車両の新規導入は2000年のシリーズ21以来24年ぶりとなる。投入路線のうち、シリーズ21が導入されていない名古屋線では、1997年度に投入された5800系以来28年ぶりとなる。
車両および台車は近畿車輛で製造されている。車両のデザインについては、車両形状を近畿車輛デザイン室、外観カラーリングをGKインダストリアルデザイン、内装関係をイチバンセンの川西康之がそれぞれ担当している。
車両の外観デザインは2022年に発表した完成予想図より変更された。当初は3色のカラー（青、赤、白）を使ったデザインだったが、発表後に外部カラーリングの分野でGKデザインが加わることとなり、実際の車両はマルーンレッドとシルキーホワイトによる塗装となった。8A系では既存一般車よりマルーンレッドとシルキーホワイトの色調をわずかに変更している。また、大阪線・名古屋線系統に導入される1A系・1B系については、車体の塗装が青色と白色のツートンカラーとなる予定である。
8A系の最初の編成は2024年5月31日より高安検修センターに搬入された。2024年7月以降は営業投入に向けた試運転が実施され、9月6日には奈良線・京都線・橿原線および天理線での運行開始日が10月7日となることが発表された。
運用開始前の9月28日には宮津車庫で有料撮影会、9月29日には大阪上本町（奈良線）から京都（京都線）で有料試乗会が行われた。
電算記号（編成番号）については、形式名の8Aをそのまま使用している。
2025年には鉄道友の会よりローレル賞を受賞した。

### 形式名について
車両系式の付番を新たなものとし、近鉄の車両系式としては初めてアルファベットが入ることとなった。先頭の数字は所属する線区を表し、それに続くアルファベットは編成両数・車両構造によるグループ分けを行っている。
| モ | ８ | Ａ | １ | ０ | １ |
| ↑  | ↑  | ↑  | ↑  | ↑  | ↑  |
| Ａ | Ｂ | Ｃ | Ｄ | Ｅ | Ｆ |

A 記号
カタカナ1 - 2文字で車種と構造を表す。
- 制御電動車(cM)および電動車(M)=モ、制御車(cT)=ク、付随車(T)=サ

B 10000位
一般車として初めて5桁目の使用を開始している。10000位は路線番号を示している。なお、4は忌数のため使用していない。
- 1・2：大阪線、名古屋線
- 3：京都市交直通車両
- 5：特殊な車両
- 6：南大阪線
- 7：けいはんな線
- 8・9：奈良線、京都線

C 1000位
編成両数や座席配置、外観、用途、機器や装置、その他管理上変更が必要な際に変更する。
- A：4両編成
- B：3両編成

D 100位
編成位置を示す。奈良線では近鉄奈良より1.2.3〜、大阪線では大阪難波より1.2.3〜、名古屋線では近鉄名古屋より1.2.3〜、南大阪線では吉野より1.2.3〜など。
E 10位 / F 1位
10位と1位を使用し、編成番号を示している。

### 導入の経緯
2019年夏頃に新型一般車両導入にむけて企画が立ち上がった。新型コロナウイルス感染症が拡大すると、詳細な仕様の検討をストップしたが、デザインについての検討は進められた。2021年に検討を再開し、2022年に搭載する機器などを決定、2024年秋のデビューを想定し、2023年から近畿車輛での製造が開始された。

## 車両概説

行先表示器

### 外観
ツートンカラーの近鉄らしさを踏まえ、コンセプトである「利用する方の身近に、親しみを持っていただける新しいデザイン」が採用された。また、けいはんな線以外の車両では、初めて近鉄のロゴマークが取り付けられている。八角形の前面を強調するため、前照灯や標識灯の形状が八角形に合わせてある。車両表記の書体はヘルベチカとなっている。
行先表示器はフルカラーLED式となっており、日本語（漢字）、ひらがな、英語の順に切り替わる。
車体寸法は裾絞りのない全長20,720mm、全幅2,800mmであり、近鉄車両では最大となった。

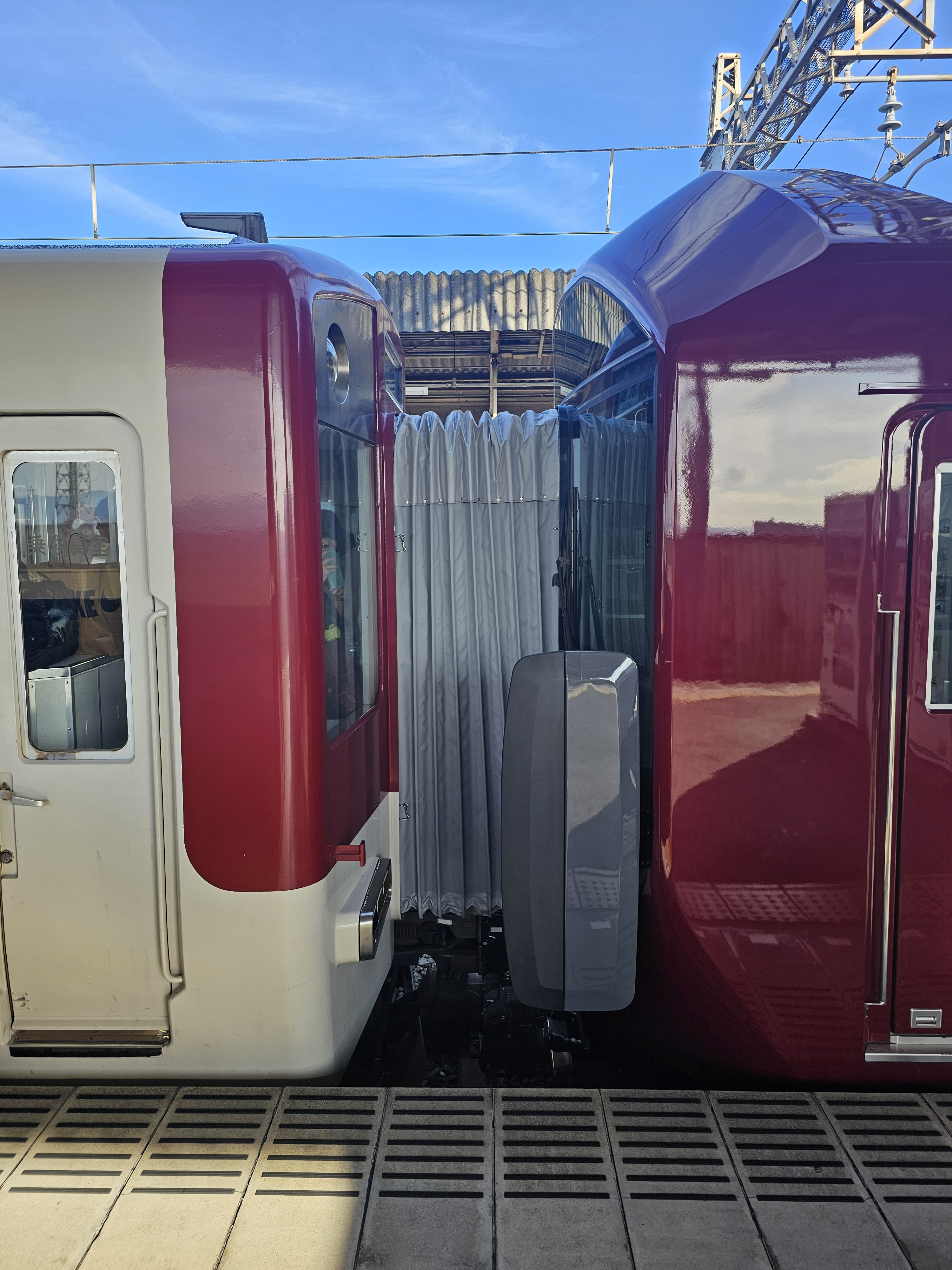
1252系との連結

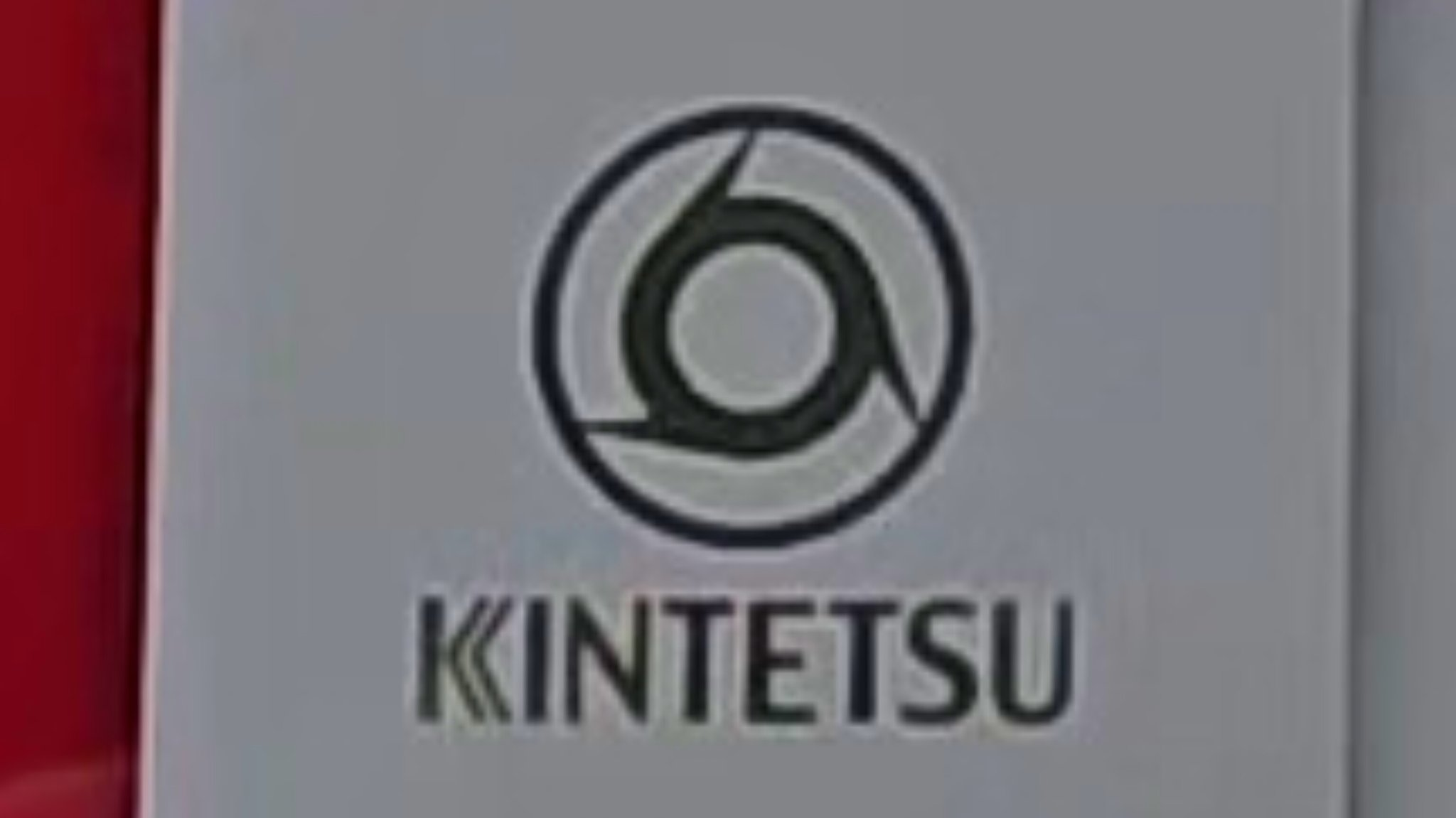
社章
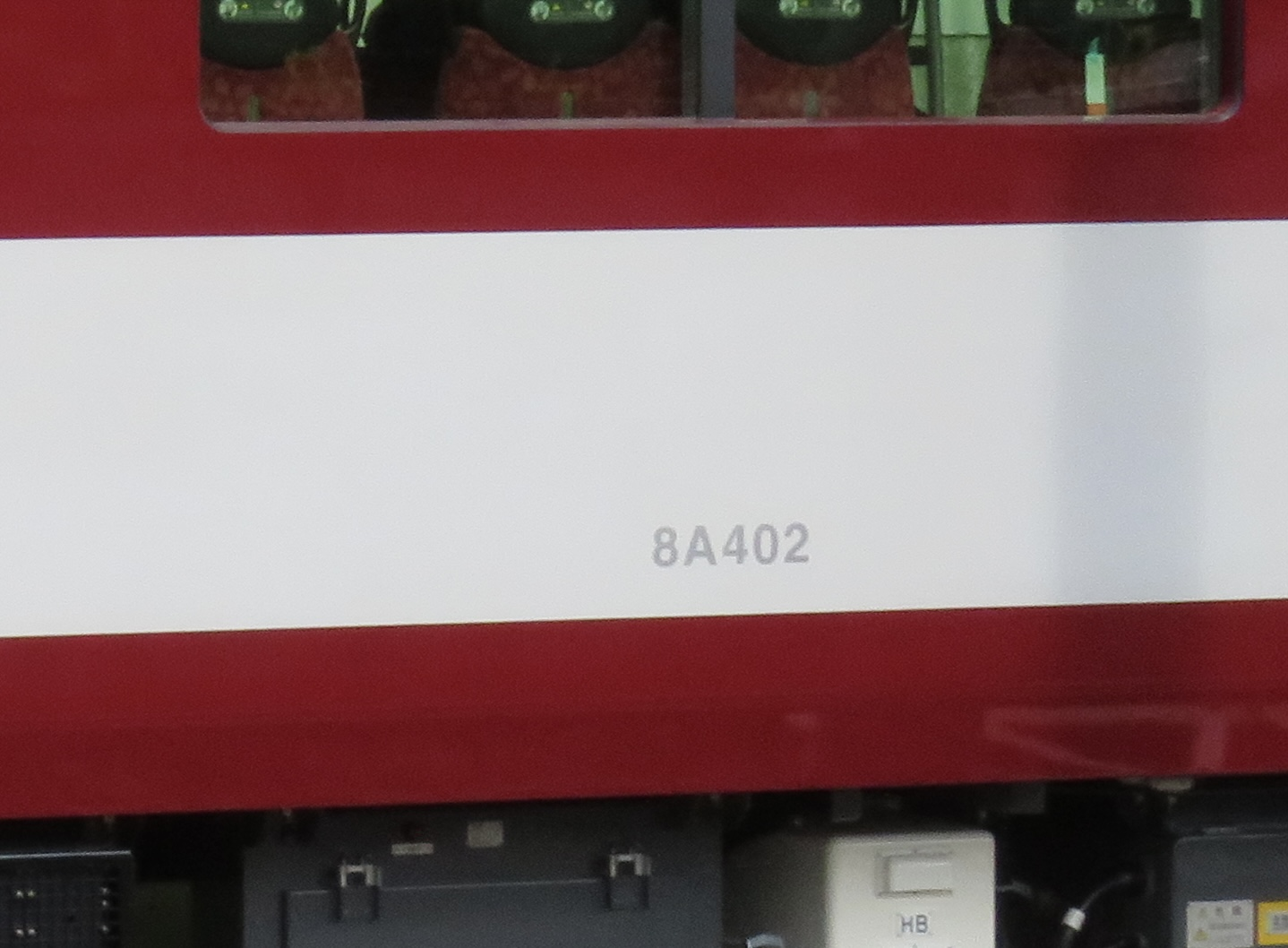
車体番号
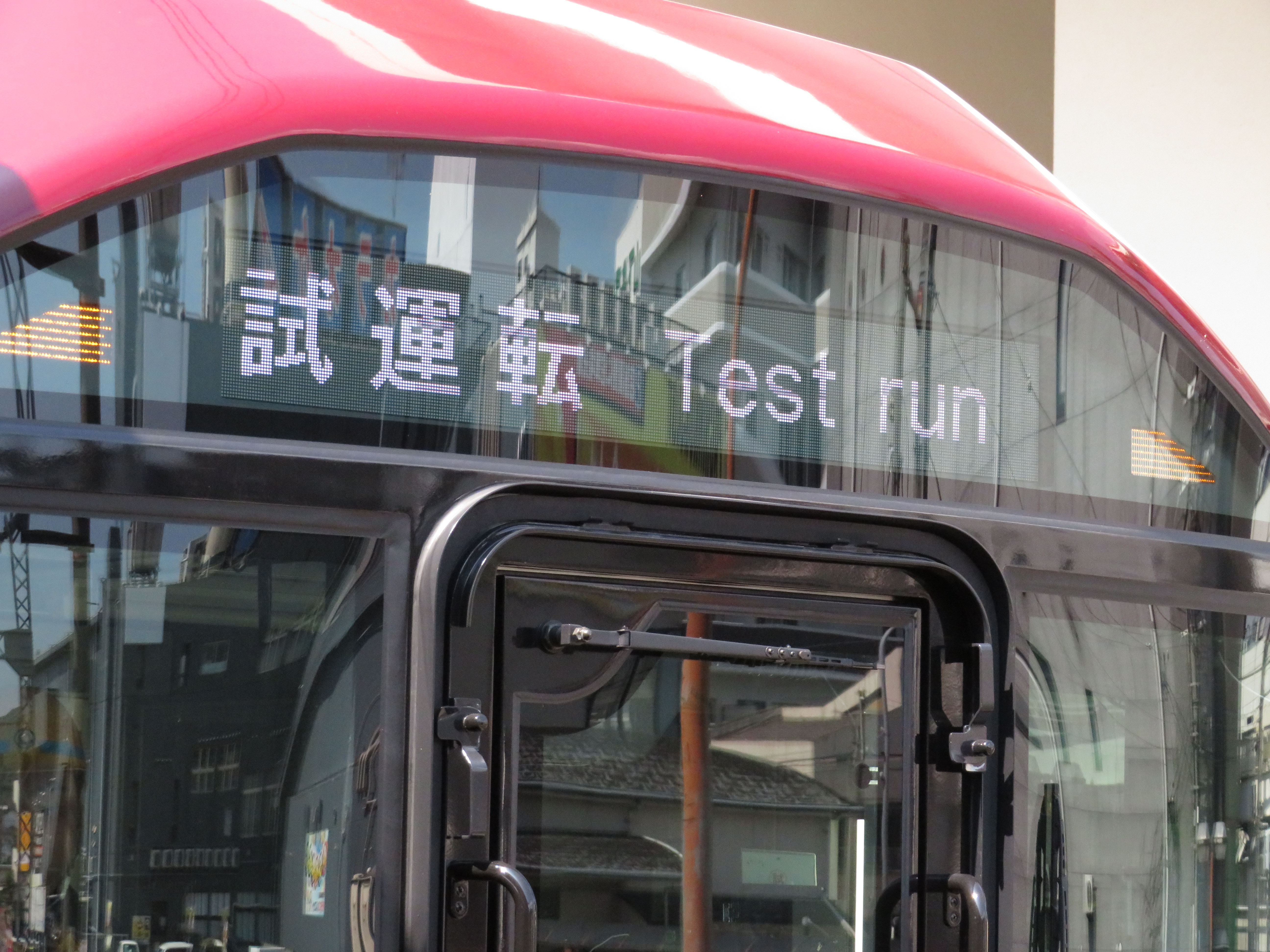
前面行先表示器

### 車内
凡例
■：優先座席　■：L/C座席　■：やさしば
■：車いすスペース　■：通路　■：乗降口
|  |  |  |  |  |  |  |  |  |  |  |  |  |  |  |  |
|  |  |  |  |  |  |  |  |  |  |  |  |  |  |  |  |
|  |  |  |  |  |  |  |  |  |  |  |  |  |  |  |  |

- ベビーカーや大型荷物対応スペースを設置

ベビーカーやキャリーバック・スーツケース等の大型荷物を持った利用客に気兼ねなく着席して過ごせるスペースを車両中央の乗務員扉付近に1両あたり2カ所設置。 キャリーバックやスーツケース等のキャスターの1つを掛けて荷物を動きにくくするストッパーを設置。 ベビーカーや大型荷物を持った客をはじめ、誰でも快適に・気兼ねなく座れる空間を共有できるよう「やさしば」と名付けた。
- 扉個別開閉スイッチを設置

夏期や冬期の車内の保温のために、駅に長時間停車する際に乗客が個別に半自動ドアを開閉できる。ただし、既存車両にはボタンがないため、8A系単独の運用の時のみ使用可能である。
- 快適性向上

本系列はL/Cカーであるため、利用状況に応じてロングシートとクロスシートを切り替えることができるデュアルシートを設置している。従来のL/Cカーとは異なり、1両の中でロングシートとクロスシートを混在して配置することも可能である。クロスシートの場合は足元のペダルで座席も向きを変更することも可能となっている。冷房能力を向上させた空調装置、扉の開閉に連動した空調制御、車内温度センサーの増設などにより、酷暑等にも対応したきめ細やかな車内温度調整。乗客の快適性向上のために座席部分には大型の仕切りを設置している。紫外線LEDによる車内空気の除菌を行う装置を設置。側窓は扉も含めてUVカットガラス採用、端部と扉間の2連窓のうち起点より逆側の窓は固定窓とし、それ以外は従来通りフリーストップ式の一段下降窓で、外側からも開け閉めできるよう取手が取り付けられている。カーテンはシリーズ車と同様フリーストップ式にロールアップ機能を付け操作性を向上させている。
- 防犯対策

車内防犯カメラを1両辺り4カ所設置、非常通報装置が作動した際、映像を乗務員や運転指令がリアルタイムに確認して社内の状況を迅速に把握。 乗務員と通話ができる非常通話装置を1両あたり2カ所設置。
- バリアフリー対応

各車両に1カ所車いすスペース（フリースペース）を設置。 床面高さは従来と同じ1140mmだが靴摺り先端部を10mm下げ、出入口の高さを下げて乗車しやすくホームとの段差を低減。 車内の扉上に大型の液晶ディスプレイを設置し、停車駅や列車の運行情報を多言語で表示し広告も放映する。

### 乗務員室
運転台は、近鉄では初採用となるグラスコックピットとなっており、速度計や圧力計、ATSの状態表示などが全てモニタ画面で表示されるようになった。
乗務員室の後方には機器類が置かれたため、客室との仕切りの部分はほぼ壁となり、客室側からは乗務員室の様子がほぼ窺えなくなった。また、客室との間の貫通扉は、車掌側の端にあったシリーズ21とは異なり中央に戻されたほか、その部分の日除けが電動による上下可動式となったなど、従来車と比較して特徴的な変化も見られる。

### 走行機器
主制御器は、ハイブリッドSiC素子VVVFインバータ（三菱電機製 MAP-244-15V368）を用いた1C4M制御であり、電動車1両につき1台の制御装置が各電動車4台の主電動機を制御する。制動装置は電気指令式電磁直通空気ブレーキを採用しており、従来車との併結運用にも対応している。
シリーズ21以前の各形式とは異なり、発電ブレーキ用の抵抗器は搭載されていない。従来車輌（比較対象形式は不明）と比較して消費電力を約45%削減している。
車内照明・前照灯にLEDを採用し、省エネ化を進めて環境への負担を軽減。

台車は80000系KD-323形をベースに改良したKD-327形、T台車はKD-327A形。

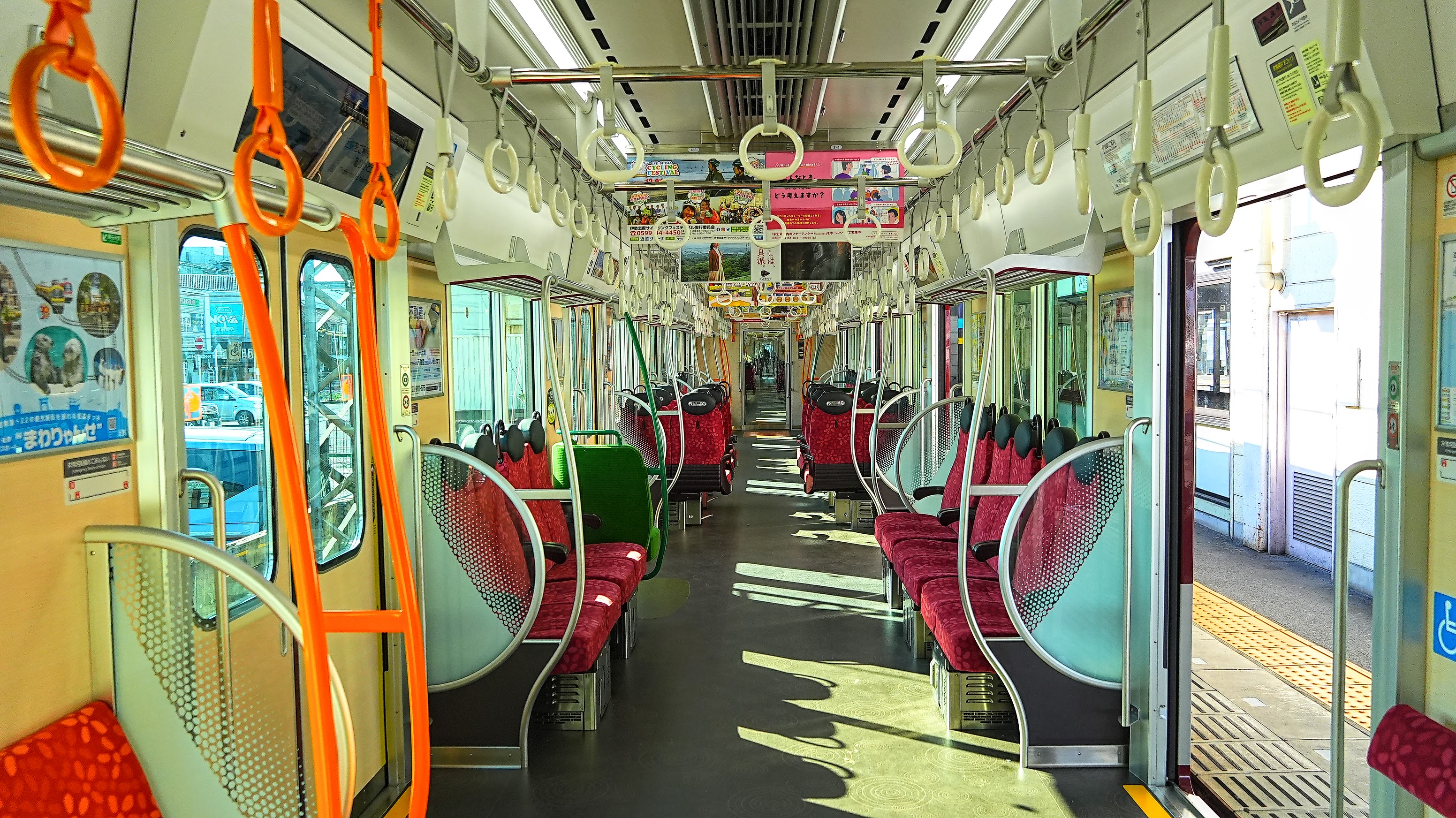
車内
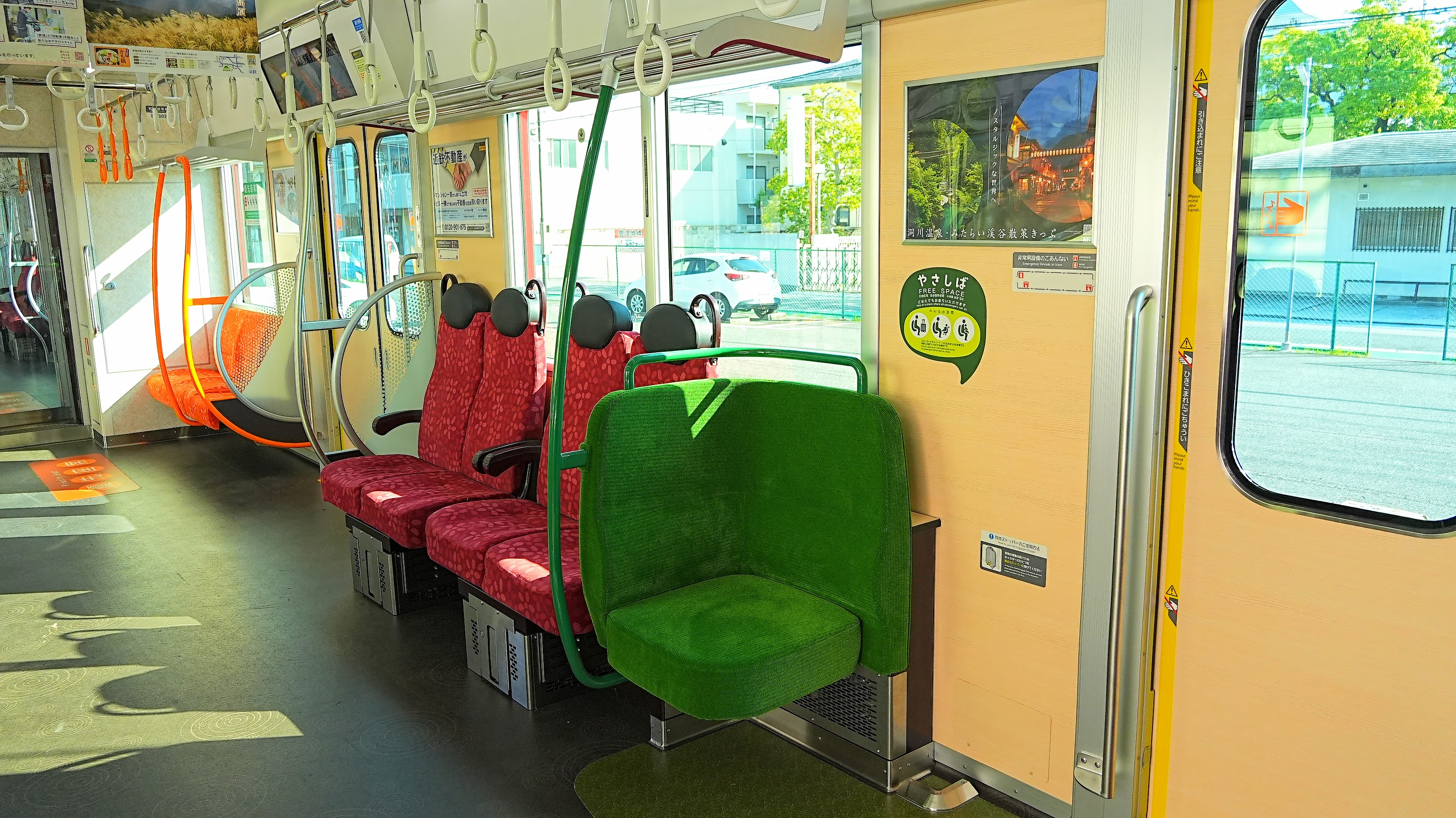
フリースペース 「やさしば」
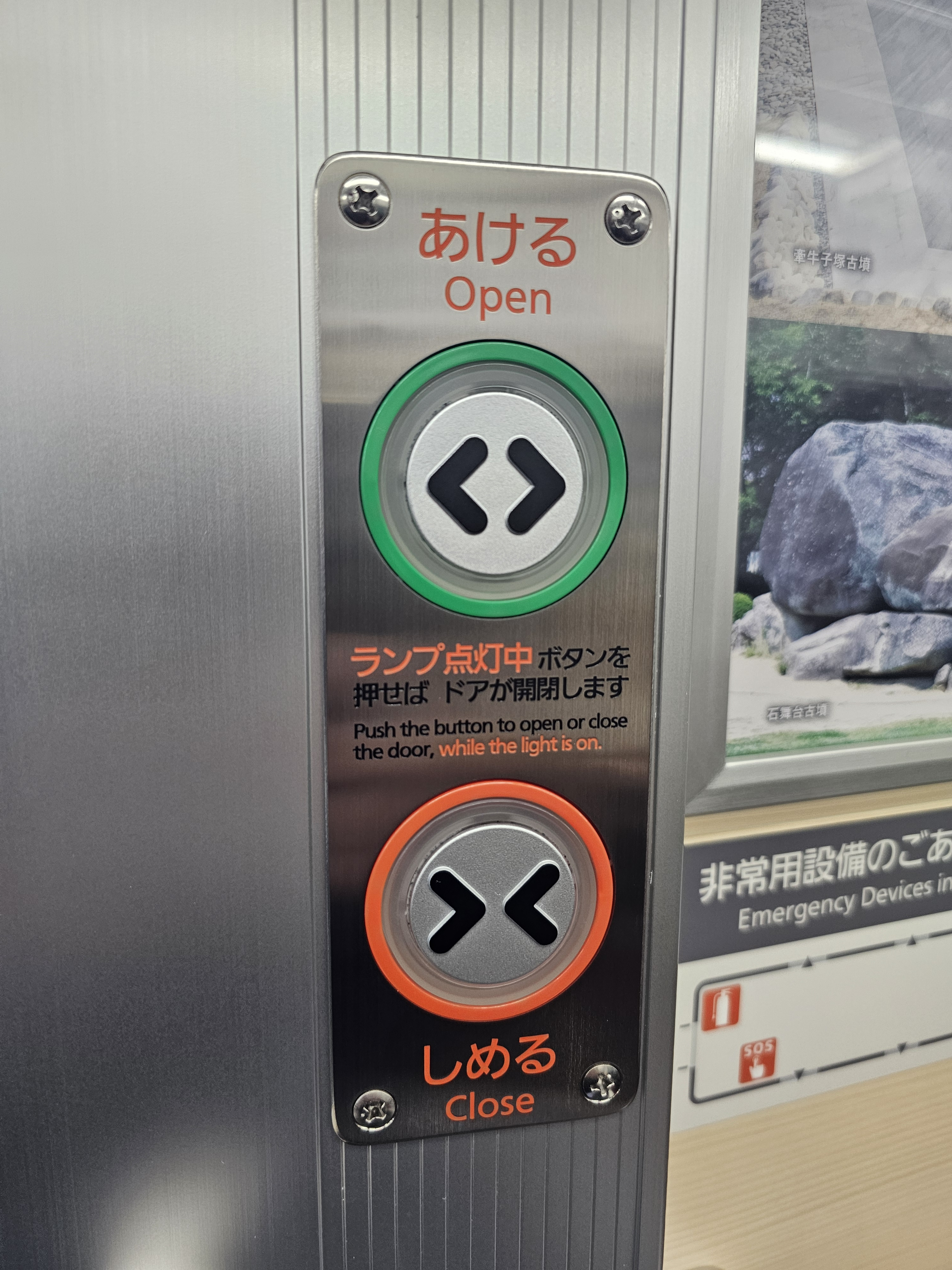
半自動ドア開閉ボタン（車内）
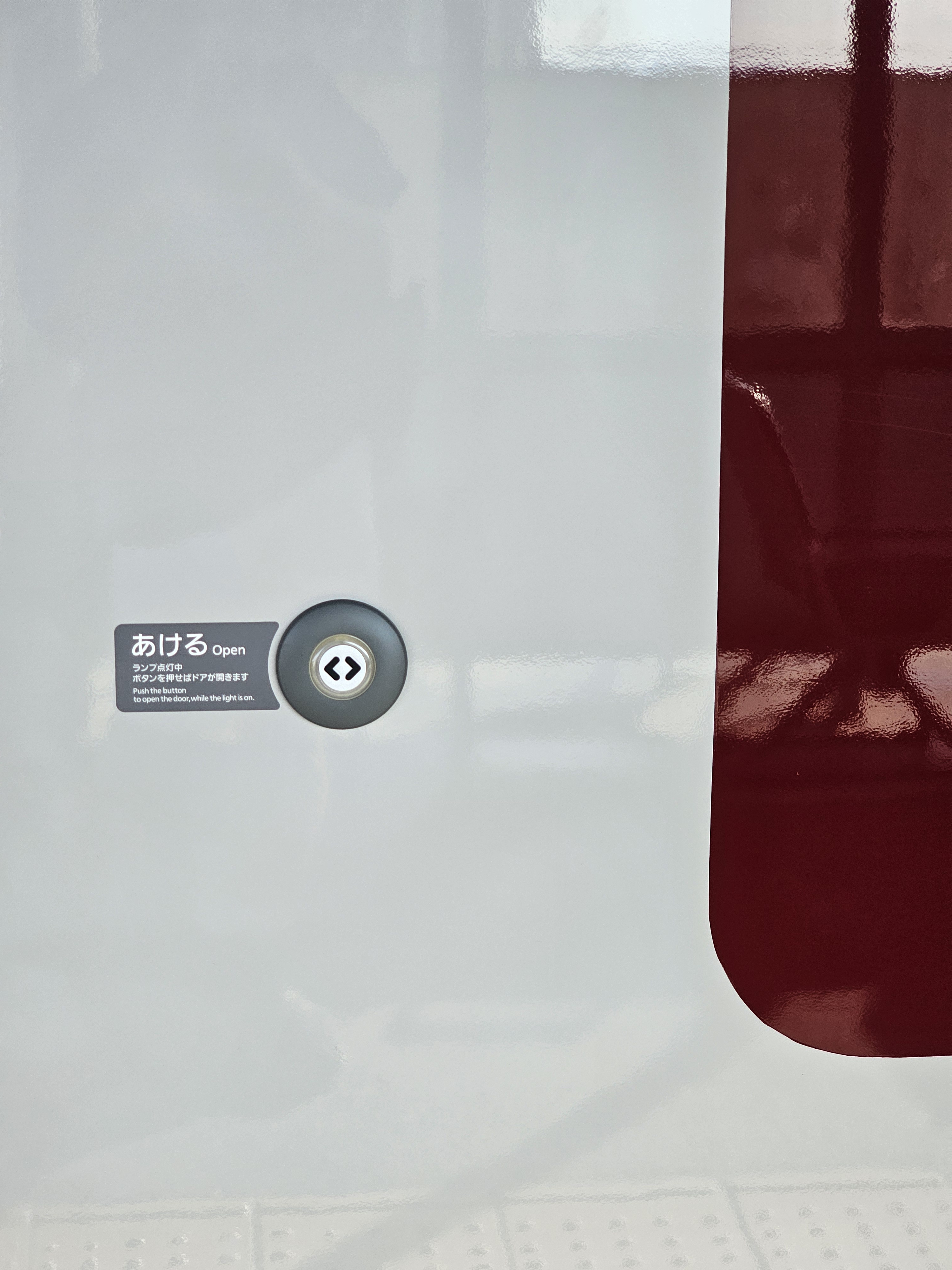
半自動ドア開閉ボタン（車外）
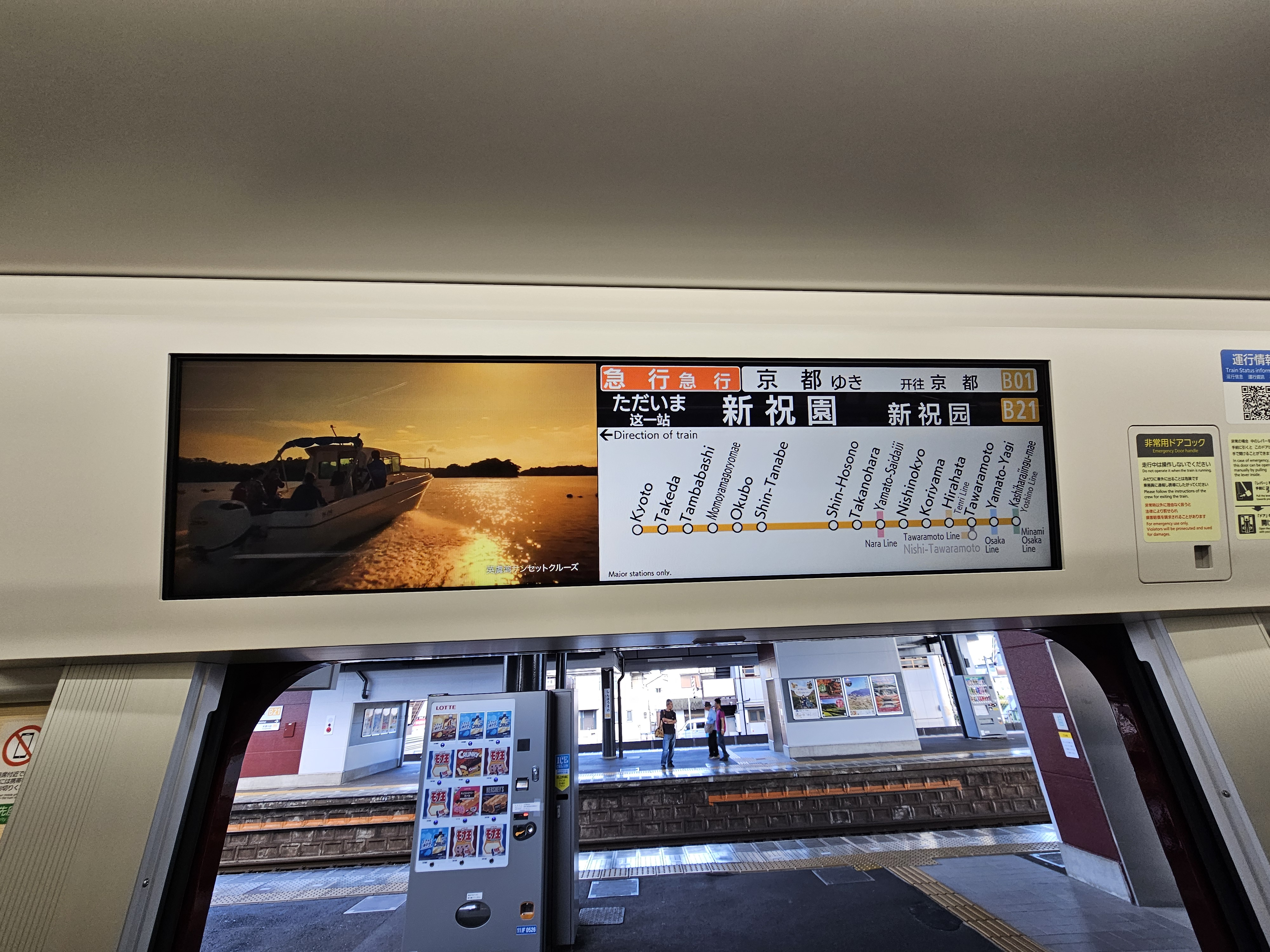
車内用LCD
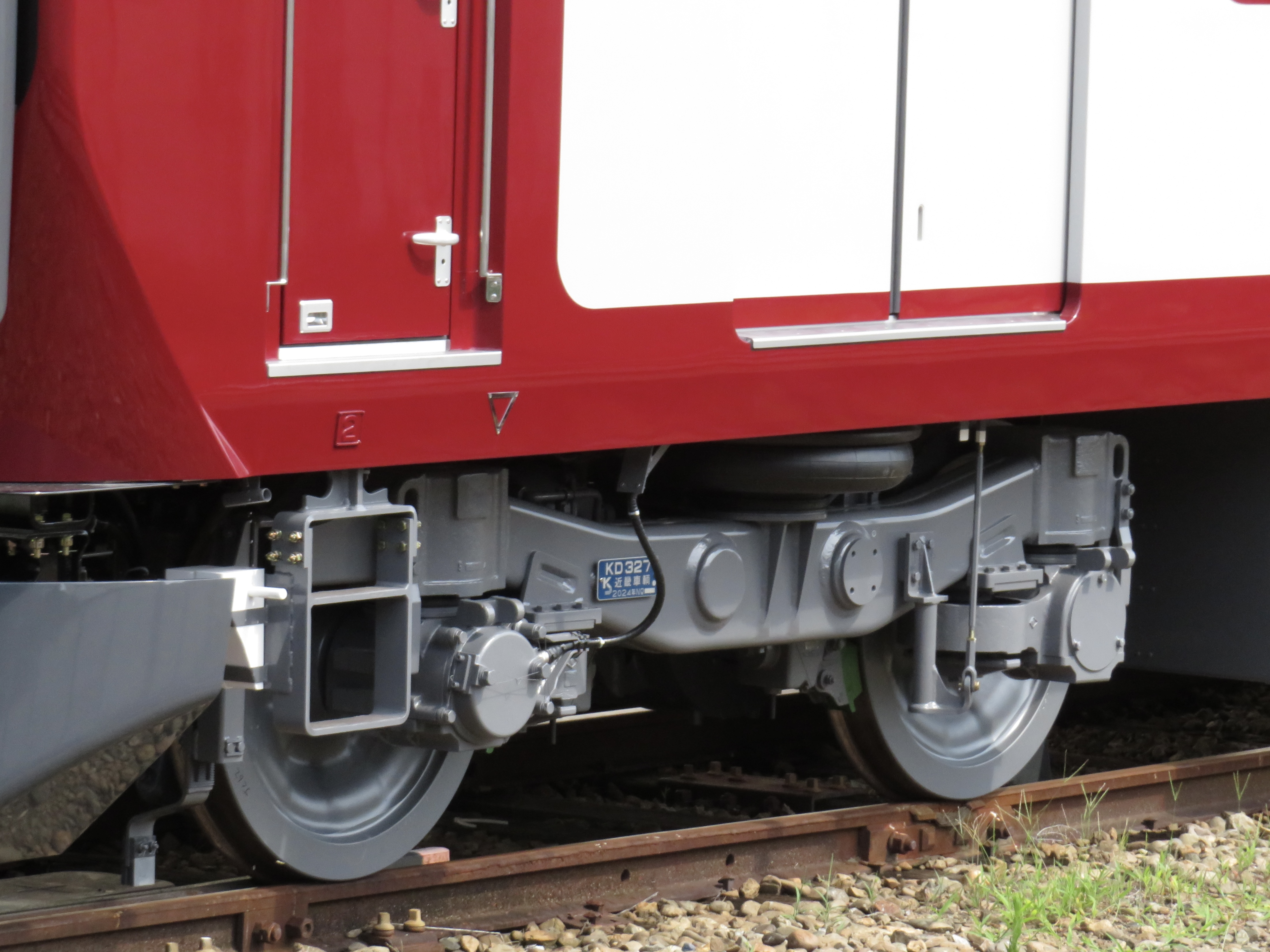
KD327台車
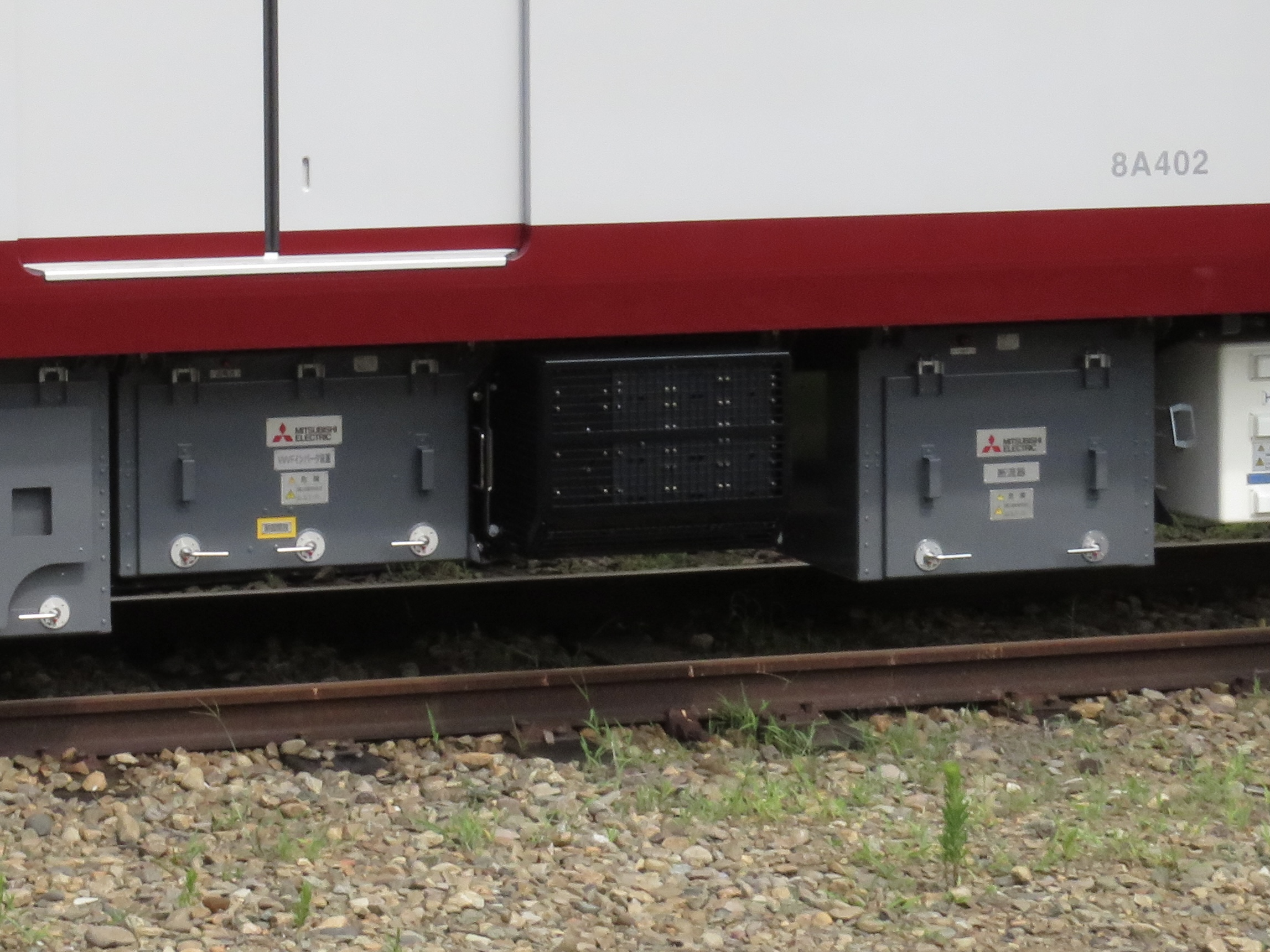
VVVFインバータ

## 編成
2024年度に投入される編成の車両番号を記載する。2024年12月31日時点で4両編成×8本の32両が在籍しており、所属は同日時点の状況を記載する。
凡例Tc：制御車、M：電動車、T：付随車、Mc：制御電動車
VVVF：制御装置、PT：集電装置（＜は搭載する向きを示す）、SIV：補助電源装置、CP：電動空気圧縮機、BT：蓄電池

### 奈良線・京都線所属車
- 難波線、大阪線（大阪上本町駅 - 布施駅間）、奈良線、京都線、橿原線、天理線で運用。阪神線や京都市営地下鉄烏丸線での運用は設計段階から想定していないため、乗り入れに対応する機器類は搭載しておらず、近鉄線内限定での運用である。ただし、大阪難波駅発着における折り返しのため、電留線のある阪神なんば線桜川駅までは回送列車として乗り入れることがある。

2025年度に9本（4両×9編成）、2026年度に4本（4両×4編成）、2027年度に5本（4両×5編成）を導入予定。また2026年度以降に投入される8A系は、トイレ付となる予定である。

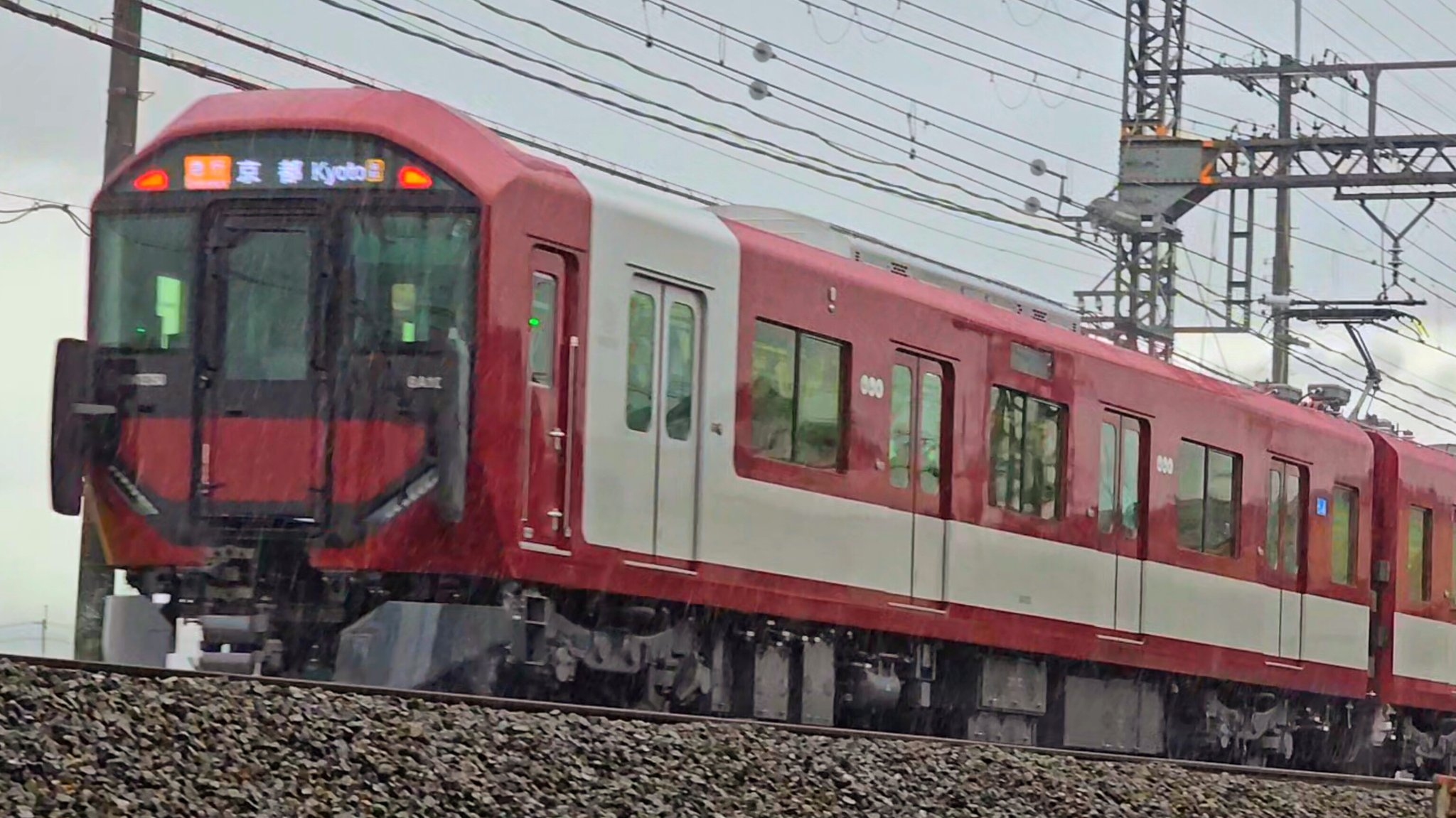
ク8A1形
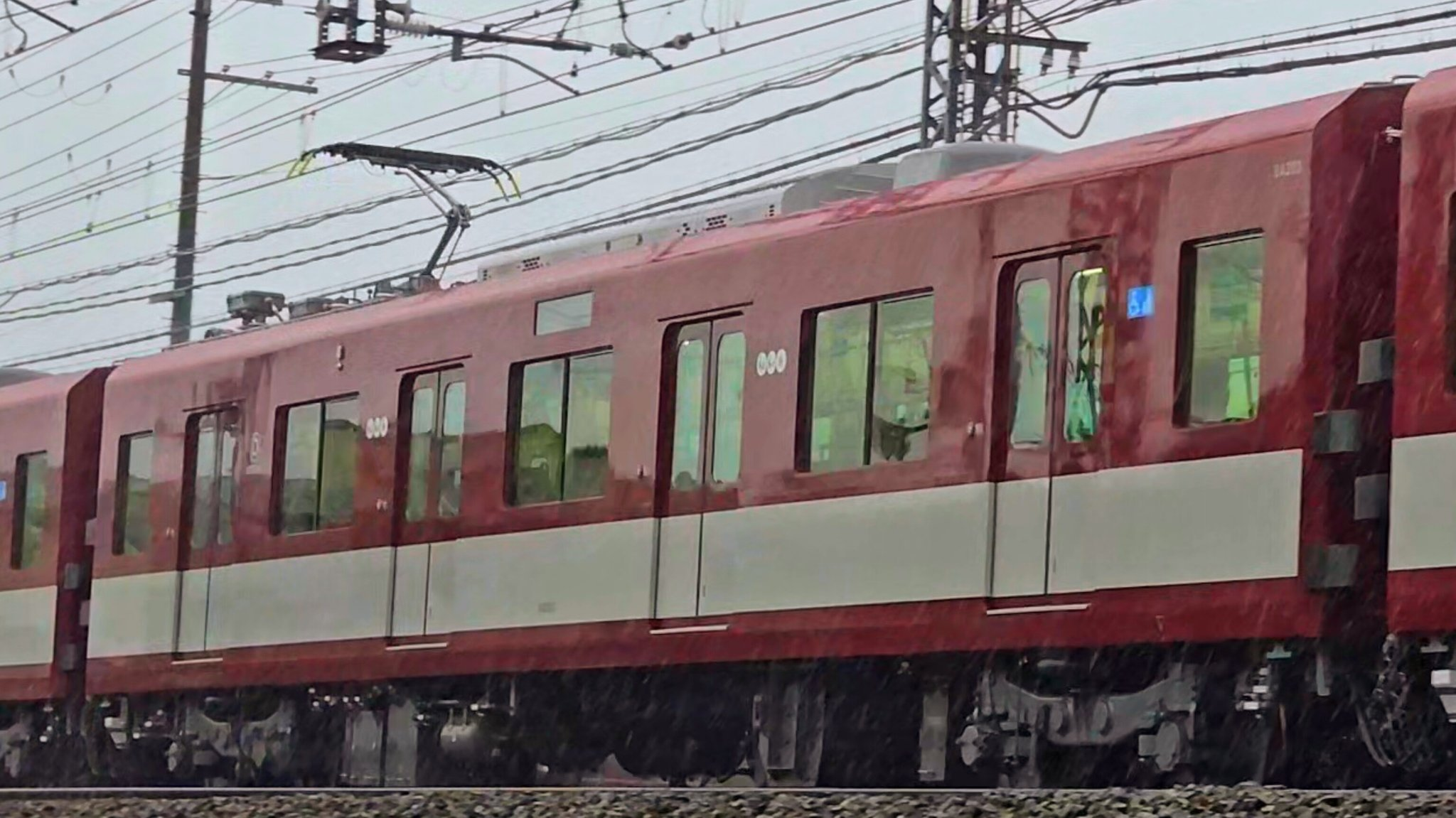
モ8A2形
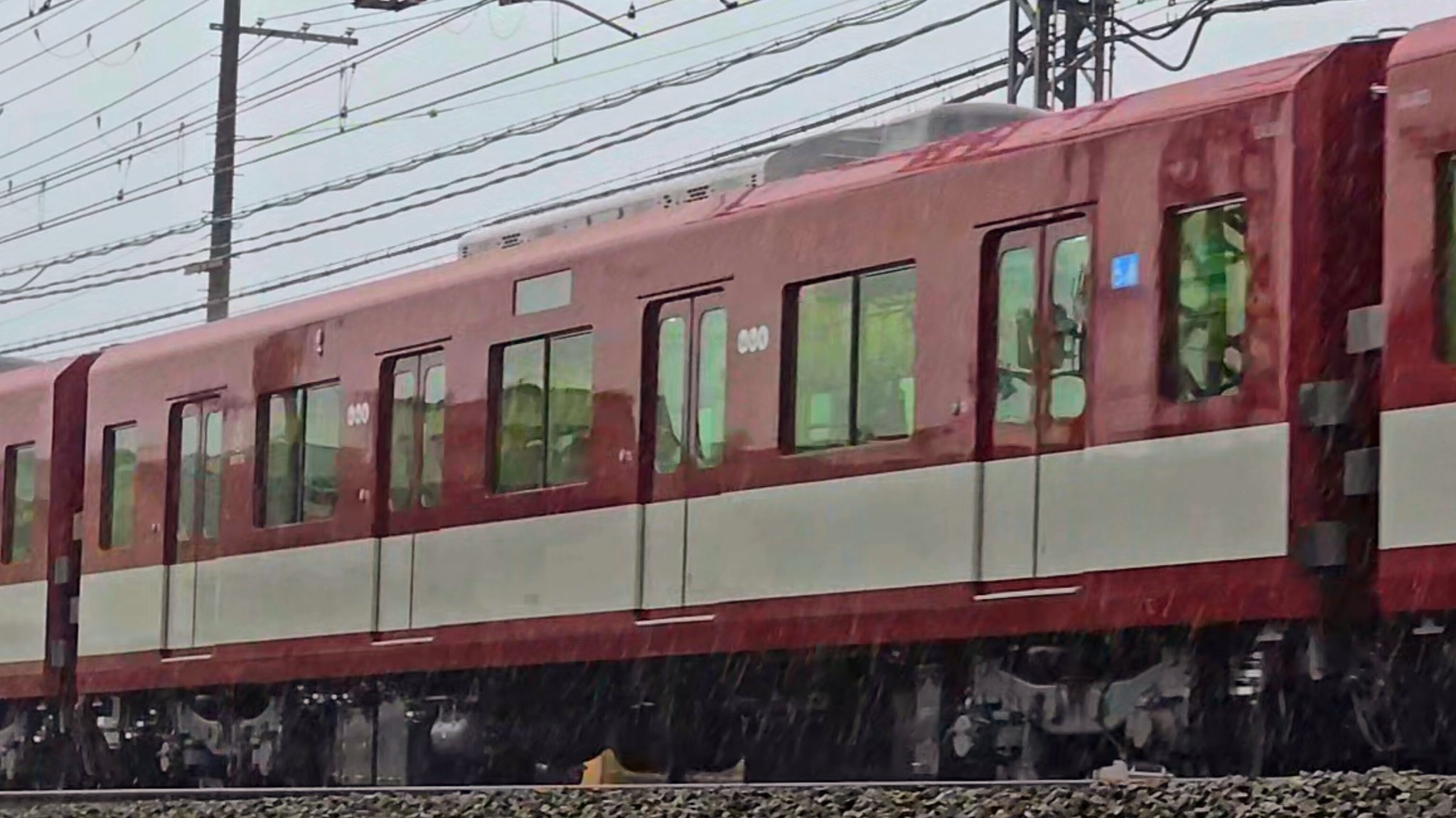
サ8A3形
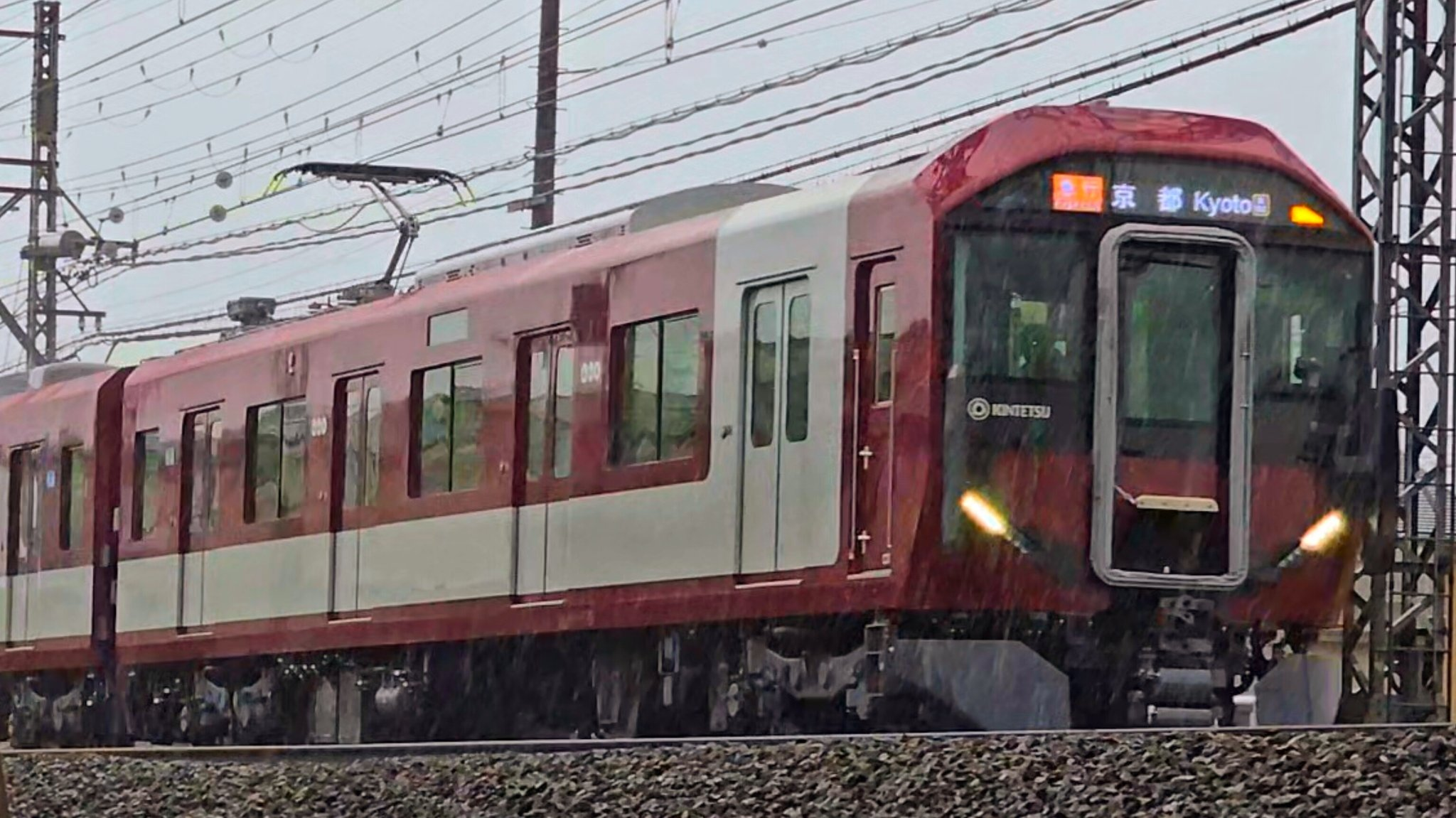
モ8A4形

### 大阪線所属車
2025年度に1A系2本（4両×2編成）を導入予定。塗装は8A系や後述の6A系とは異なり、青色が基調となる（色名は不明。なお、シルキーホワイトについては変更なし）。トイレ付となる予定である。

### 名古屋線所属車
2025年度に1A系3本（4両×3編成）、2026年度に1B系3本　(3両×3編成）を導入予定。塗装は大阪線に配置される1A系と同様の予定。1B系についてはトイレの省略、デュアルシートは採用の予定であることが公式発表されている。

### 南大阪線所属車
2026年度に6A系3本（4両×3編成）、2027年度に6A系2本（4両×2編成）を導入予定。塗装は8A系と同一にする予定である一方、南大阪線の一般車では初となるデュアルシート・トイレ付となる予定である。